# Pasvalys
Pasvalys (česky zastarale Posvol) je (v pořadí podle velikosti čtvrté z 11 v kraji) okresní město na severozápadě Panevėžyského kraje ve středu severního okraje Litvy. Leží 38 km na sever od krajského města Panevėžys, 174 km na severoseverozápad od Vilniusu. Leží v Mūšo-Nemunėliské nížině, nedaleko na jihojihozápad od soutoků řeky Mūši s Lėvuo (2 km) a s Pyvesou (4 km), avšak název dostalo město podle řeky Svalia, která se zde zprava vlévá do řeky Lėvuo. Jméno je tvořeno předponou Pa- (odpovídá české Po- jako v názvech Posázaví, Polabí nebo Polabec) a koncovka -ys předurčuje mluvnický mužský rod názvu. Je to městská památková rezervace. Větší část města leží na pravém břehu řeky Lėvuo a z této části opět větší část na pravém břehu řeky Svalia. Ve městě je (při soutoku těchto řek) zděný barokní kostel Sv. Jana Křtitele (postaven roku 1787 na místě roku 1776 shořelého dřevěného, který počali stavět před rokem 1497, se zvonicí z konce 18. století), dále kulturní dům, gymnázium Petra Vileišise, dvě základní školy (Svalia a Lėvuo), hudební škola (s kroužkem výtvarníků), škola sportu, doškolovací centrum pro mládež a dospělé, zvláštní internátní škola, dvě školy kombinované s mateřskou školou , dvě mateřské školy kombinované s jeslemi  , veřejná knihovna Mariuse Katiliškise , oblastní muzeum, palác sportu, na levém břehu - nejhlubší litevská jeskyně (hloubka 20 m) Žalsvasis šaltinis, muzeum žernovů (Girnų muziejus), okresní nemocnice, pošta, park.

## Minulost města
Je to staré město. Jeho areál s okolím byl do konce středověku obýván zemgaly. Poprvé je zmiňováno koncem 13. století. Má se za to, že za Gediminovy vlády zde již byl malý dřevěný hrad. První dřevěný kostel byl postaven roku 1494 na popud velkoknížete litevského Alexandra. Tento velkokníže také povolil Jonovi Grotovi založit město, tedy otevřít krámy, krčmy, pořádat trhy, avšak městská práva přesto Pasvalys získal až roku 1546. 

## Sport
- FK Sanžilė fotbalový klub;
- KK Pieno žvaigždės basketbalový klub;

## Slavní rodáci
- Petras Avižonis (1875–1939), oční lékař
- Kazys Saja (* 1932), spisovatel, signatář Zákona o obnovení nezávislosti Litvy
- Gediminas Baravykas (1940–1995), architekt
- Algirdas Dovydėnas (* 1944), výtvarník (vitráže)
- Algimanta Žukauskienė (* 1952), redaktorka, novinářka

## Partnerská města
| Město  | Znak | Stát    |
| ------ | ---- | ------- |
| Liévin |      | Francie |